# Exocentrus girardi
Exocentrus holonigra es una especie de escarabajo longicornio del género Exocentrus, categorizada en la tribu Exocentrini, de la subfamilia Lamiinae. Fue descrita por Breuning en 1971.

## Descripción
Mide 4 mm de longitud.

## Distribución
Se distribuye por India.